# Manorville (Pennsilvània)
Manorville és una població dels Estats Units a l'estat de Pennsilvània. Segons el cens del 2000 tenia 401 habitants.

## Demografia
Segons el cens del 2000, Manorville tenia 401 habitants, 180 habitatges, i 106 famílies. La densitat de població era de 1.548,3 habitants/km².
Dels 180 habitatges en un 26,1% hi vivien nens de menys de 18 anys, en un 49,4% hi vivien parelles casades, en un 6,7% dones solteres, i en un 40,6% no eren unitats familiars. En el 33,9% dels habitatges hi vivien persones soles el 15,6% de les quals corresponia a persones de 65 anys o més que vivien soles. El nombre mitjà de persones vivint en cada habitatge era de 2,23 i el nombre mitjà de persones que vivien en cada família era de 2,93.
Per edats la població es repartia de la següent manera: un 21,9% tenia menys de 18 anys, un 8% entre 18 i 24, un 31,4% entre 25 i 44, un 19,5% de 45 a 60 i un 19,2% 65 anys o més.
L'edat mediana era de 39 anys. Per cada 100 dones de 18 o més anys hi havia 89,7 homes.
La renda mediana per habitatge era de 34.500 $ i la renda mediana per família de 36.250 $. Els homes tenien una renda mediana de 27.109 $ mentre que les dones 20.909 $. La renda per capita de la població era de 16.407 $. Entorn de l'11,9% de les famílies i el 17,5% de la població estaven per davall del llindar de pobresa.

## Poblacions més properes
El següent diagrama mostra les poblacions més properes.